# گوهٔ برافزایشی

فرآیند زمین‌شناسی فرورانش

گوهٔ برافزایشی (انگلیسی: Accretionary wedge) یا منشور برافزایشی از رسوبات برافزایشی بر روی یک صفحه زمین‌ساختی غیر فرورانشی بر روی مرز همگرای صفحه‌های زمین‌ساختی تشکیل می‌شود. بیشتر مواد موجود در گوهٔ برافزایشی شامل رسوبات دریایی است که از قطعات رو به پایین پوسته اقیانوسی جدا شده است، اما در برخی موارد گوهٔ برافزایشی شامل مواد فرسایشی کمان‌های جزیره‌ای آتشفشانی است بر روی صفحه فرارانده تشکیل شده‌اند.